# Devilman/Ransie la Strega
Devilman/Ransie la Strega è un singolo promozionale del gruppo I Cavalieri del Re, pubblicato nel 2009.
Il singolo è il primo di una serie di ristampe su vinile ad opera dell'associazione culturale TV-Pedia tra il 2009 e il 2011 delle sigle del gruppo rimaste escluse dalla pubblicazione su 45 giri, su etichetta Siglandia.

## Lato A
Devilman è un brano musicale scritto da Riccardo Zara come sigla dell'anime omonimo. La batteria è suonata da un sequencer campionato e da un synth di basso. La sigla contiene numerosi rumori fuori campo che evocano demoni e tempeste. La messa in onda dell'anime omonimo nel 1983 suscitò numerose polemiche da parte delle associazioni dei genitori, a tal punto che la RCA, etichetta del gruppo, decise di non pubblicare il disco. 
Allo scadere del contratto triennale con la RCA molte sigle già scritte ed incise da Riccardo Zara vennero definitivamente archiviate. Il brano fu erroneamente depositato in SIAE con il titolo "Davil Man" per un errore di trascrizione.

## Lato B
Ransie la strega è un brano musicale scritto da Riccardo Zara interpretato dal gruppo I Cavalieri del Re come sigla dell'anime omonimo. 
L'arrangiamento è caratterizzato da una batteria realizzata al synth con dei campanelli al posto dei piatti. I clap invece sono stati riprodotti mandando un colpo di grancassa al contrario. La sigla è cantata dalla sola Guiomar con i cori di Riccardo Zara. 
Il brano fu originariamente registrato nel 1983 per la prima messa in onda italiana dell'anime nell'ottobre di quell'anno, ma all'epoca non fu pubblicata su 45 giri e non fu inserita in nessuna raccolta dell'etichetta, rimanendo di fatto inedita fino al 1994, quando fu pubblicata per la prima volta su supporto discografico nella raccolta TiVulandia 3, ad opera della BMG.